# Nathaniel Macon
Nathaniel Macon (ur. 17 grudnia 1758 w Warrenton, zm. 29 czerwca 1837 tamże) – amerykański polityk.

## Życiorys
Urodził się 17 grudnia 1758 w Warrenton. Studiował w Princeton College, a następnie wziął udział w wojnie o niepodległość. W 1781 roku został wybrany do legislatury stanowej Karoliny Północnej, gdzie zasiadał cztery lata. W 1785 roku wybrano go delegatem na Kongres Kontynentalny, jednak odmówił uczestnictwa. Sześć lat później został wybrany do Izby Reprezentantów, gdzie zasiadał do końca 1815 roku. W latach 1801–1807 pełnił funkcję spikera Izby. Należał do zdecydowanych zwolenników Thomasa Jeffersona – antyfederalistów. Sprzeciwiał się centralizacji władzy, gdyż obawiał się, że swobody obywatelskie mogą być zagrożone przez rząd federalny. Był zwolennikiem wojny z Wielką Brytanią i utrzymania niewolnictwa. Zrezygnował z mandatu, ponieważ wygrał uzupełniające wybory do Senatu (z ramienia Partii Demokratyczno-Republikańskiej), mające obsadzić wakat po rezygnacji Francisa Locke’a. W latach 1826–1827 pełnił funkcję przewodniczącego pro tempore Senatu. W wyborach prezydenckich w 1824 roku był jednym z kandydatów na wiceprezydenta. Uzyskał 24 głosy w Kolegium Elektorów. Zrezygnował z mandatu senatora w 1828 roku. W 1835 roku został przewodniczącym stanowej konwencji konstytucyjnej. Zmarł 29 czerwca 1837 roku w Warrenton.
Był wujem Micajaha Thomasa Hawkinsa i Willisa Alstona.